# Троян Іван
Іва́н Троя́н  — у 1920-их роках мовознавець-україніст, співробітник науково-дослідної кафедри мовознавства імені О. Потебні при Харківському інституті народної освіти.
Співавтор «Загальноприступного курсу української мови» (1928—1929) і «Підвищеного курсу української мови» (1929, 1931), статті з української фонології (1928—1929).
Після арешту у 1930-их роках подальша доля невідома.